# 則巻アラレ
- Dr.スランプ > Dr.スランプの登場人物 > 則巻アラレ

則巻 アラレ（のりまき アラレ）は、鳥山明の漫画『Dr.スランプ』およびそれを原作とするアニメ、劇場版、ゲームや、漫画『ドラゴンボール』およびそれを原作としたアニメ、劇場版、ゲームに登場する架空のガイノイド。『Dr.スランプ』では主人公。また、コマーシャルにキャラクターとして、起用されることも多い。「アラレちゃん」という愛称で呼ばれることが多い。
声優は小山茉美。アニメ第2作『ドクタースランプ』およびその関連作品では川田妙子。特許庁の製作したオリジナルビデオのみ大谷育江。

## 概要
則巻千兵衛により製作された少女型アンドロイド。名前は、千兵衛が木緑葵に聞かれ思いつきで付けている。製作目的やロボットだと隠す理由は語られていない。アニメ1作235話では、ロボットと知られることでアラレと周囲の関わりが変わることを千兵衛が危惧している。
1980年トビウオ3日（5月3日）に誕生。身長139cm、体重31kg。『ドラゴンボール大全集』と『ドラゴンボール超全集』では、エイジ745年完成になっている。完成した後、千兵衛が考えた「年の離れた妹」という言い訳の帳尻合わせのため、13歳ということになった。時間経過の描写があるため、最終盤は名目上18歳になる。周囲の人物には「1967年生まれ」と説明されている。
アニメ第2作では、千兵衛がコンピューターでナイスバディなピチピチのお手伝いさんロボット「アラレさん」を作ろうとしていたが、落雷のショックで設計が変わり、中学生以下の体型になった。そのため、ロボットだと隠す理由は、千兵衛が恥をかくからとなっている。
趣味はウンチつつきで、嫌いなものはない。職業はロボット。特技は女の色気、首をはずすこと。パトカーや白バイを体当たりで壊すことも趣味としている。得意な科目は算数。千兵衛が校長に「今まで体が弱くて病院に入院していた妹」と紹介して、村の中学園に編入学する。このとき千兵衛は、千兵衛の両親は小さい頃に亡くなったことを校長から指摘され実は子供だと説明したが、担任のみどりに一目惚れすると子供というのは冗談だとあっさり翻した。ペンギン村に来た千兵衛の祖父が千兵衛の妹としてアラレを紹介され、千兵衛の両親が亡くなったのはアラレが名目上15歳であるこの時点から20年前で、妹のアラレは存在するはずが無い状況に千兵衛の祖父やみどりが驚いたときは、大粒のキャラメルのおまけと説明している。
自動車学校では、当時まだ17歳ということで普通自動車免許一種を取得できる年齢の18歳に達していなかったため、ゲンゴロウ島自動車学校の教官が駄目と断ったが駄々をこねて壁を壊し、怯えた教官から許可を得て法規テストと実地テストを受け合格。普通自動車免許一種を取っている。第2回ペンギングランプリで優勝したため、高校3年生で、ペンギン村村長になった。
登場回数については、原作・アニメともに、1話から最終話まで全話に登場している。ジャンプ・コミックス10巻において、作者の鳥山がアラレと千兵衛の登場回数を数えて比べており、回数はアラレのほうが多かった。
また、『Dr.スランプ』の完全版のカバーには鳥山のお気に入りキャラクターが描かれているが、その一つがアラレである。インタビューで「好きなところは?」と聞かれ、「僕を漫画家にしてくれたので、もちろん好きです」と答えており、「最初は誕生の理由でイヤだったが、どんどん頭身が小さくなって、ギャグっぽくバカバカしいキャラになるにつれ、好きになっていきました」とも答えている。
「アラレと悟空が戦ったらどっちが強いですか?」との質問に対し作者の鳥山は「アラレちゃんの方が強いんじゃないのかなあ」と返答している。
1985年から10年後、オボッチャマンと結婚して彼の家に住み、赤ちゃん（アンドロイド）をもらい、1児の母親になる。結婚して母親になっても性格はそのままで、ウンチつつきやパトカー壊しなどをやっているため、未来を見に来た鳥山からは「母親になってもまだこんなことしているのか」と呆れられている。赤ちゃんの名前を「キングキドラ」にしようとしたが、オボッチャマンに却下された。

## 性格・特徴

### 性格
誰とでも友達になろうとする天真爛漫な性格で、純粋な心の持ち主。あかね、タロウ、ピースケなど比較的親しい人物からも疑問視される千兵衛の怪しげな発明品も、手放しで褒め無条件で信用する。かなりの天然おとぼけ少女だが、クラスメイトのスコップが都会島から持参した、勉強熱心なスコップにも難しい内容の「めちゃんこむずかしい問題集　数学」をスラスラ解いて全問正解するほど数学の能力は特に優れ、それ以外の学業成績も軒並み優秀である。
「つおい（強い）」者と戦うことが好きで、彼女を破壊しようとするDr.マシリトとの戦いも、本人にとっては「遊び」という認識である。一度、眠っていたアラレがオケラを飲み込んだことで性格が変わったことがあるがこの時は食事を作ったり、学校（ペンギン村村立中学園）で熱心に勉強していた。この現象を千兵衛は、オケラが頭の中に入り込んで普通なら回路が狂っておかしくなるところを、アラレは元々おかしいから、まともになってしまったと推察している。
初期はみんな好きと公言していたが、第2回ペンギン村グランプリ最終チェックポイントの借り物競走で「あなたの恋人」の紙を引き、一番好きな男の子を連れてこいと言われた時はオボッチャマンを選んでおり、アニメ第1作では、好きな人を聞かれて一番先に出たのもオボッチャマンである。
ほとんど怒ることはないが、自身と親しくなった者を傷つけ、悪びれもしない心無い者（クマを銃撃したハンターや、一時期飼っていた、ウンチという名の犬をひいた上に蹴った金持ちなど）に対しては怒っている。また、劇場版『Dr.SLUMP ほよよ! 宇宙大冒険』でもマシリトがみどりを泣かせたことによって怒っており、マシリトをキャラメルマンごとパンチ一発で吹っ飛ばすなど本気のパワーを発揮している。

### 特徴
人間でいうところの強度の近視で、愛用の眼鏡は千兵衛がその場で応急処置的にかけさせたもの。普通の人間には見えない死者の魂もアラレには見える。頭部は初期のみ胴体と有線で繋がっていたが、後に分離したままの行動も可能になった。取り外した頭部をラジコンカーなど、別の機械に接続して活動することも可能。村人の前で自ら頭を外したりするが、村人もおとぼけばかりなため「変わった特技」程度の認識でロボットだとは気付かれていない。
エネルギー源は海水を原料とした液体「ロボビタンA」で、哺乳瓶から飲む。切れてしまうと完全に機能が停止してしまうため、周りからは死んだように見える。携帯用の錠剤版もある。基本的に人間の飲食物は消化できないため、よく口にしているピロリンキャンデーなど一部の菓子や飲み物とロボビタンA以外は普段口にしないが、人間の飲食物を摂取することもある。初期には、給食を食べて帰った後に腹痛を起こしていたり、飲酒して酔う場面もある。腹部を開けて取り出した飲食物を人間が食べることも可能。生物のような排泄もできないのでトイレにも行かない。
ロボットのために身体の成長がなく、ブラジャーを着けたいという理由で平らのままな胸に悩む場面がある。女性器も何もついていない（アラレを開発した時点で千兵衛が女性器を見たことが無いので作れなかった）が、肛門はあり大便は出さないがたまにオナラをする。体内の排ガス除去装置を外せばオナラで空や宇宙を飛ぶことも可能。機械のボディはゴム製のカバーで覆われているため則巻ガジラに食べられることはない。アンドロイドのために他の人たちのようにウンチができないので、ウンチがとても珍しくて好き。「ほよよ」「んちゃ」「キーン」「バイちゃ」などといった独特の言葉（アラレ語）を使う。
可愛い外観とは逆に常識外の怪力を持ち、パンチ一撃で地球を真っ二つに割る「地球割り」を頻繁に披露したり、投げた岩で月を壊すパワーを発揮したほか、地球から放ったパンチで太陽をも破壊しており、アニメ第1作では地球上でアラレが素振りしたパンチで太陽にヒビが入り割れる様子が描かれている。タイムスリッパーで大昔に行った時は、地球に衝突しそうになった巨大隕石を頭突きで弾き飛ばしていて、そのまま衛星軌道に乗った巨大隕石が現在の月になった。アラレに割られた月と地球は、太陽がバンソーコーを貼って治している。通常時の最高走行速度はマッハ1.5だが、本気モードだとマッハ3にスピードが倍加する。必殺技は口から発射される凝縮エネルギー弾「んちゃ砲」を始めとする各種「あいさつ砲」。んちゃ砲を使うとエネルギーの消耗が激しくなる。アニメ第1作ではオボッチャマンとのダブルんちゃ砲も使用したこともある。アラレの言動に手を焼いた千兵衛が、様々な事情から有り余るパワーを抑える改良を数回施そうとしたが全て失敗している。
料理はしないが、アニメ第2作では、料理もできるようになっており、超能力は効かない。

## デザイン
『Dr.スランプ』のキャラクターの中で、一番デザインの変化があり、物語初期は4頭身ほどで、大人びた顔だったが、画風の変化に伴い身長が縮んでいっている。後に千兵衛が「アラレのボディには、体型が一定でない複数のスペアがある」と後付の言い訳をする場面も描かれているが、作中において鳥山自身も苦しい言い訳であることを認めており、それを含めてのギャグ描写になっている。このほか、鳥山は「作者もよくわからんのですが」と前置きしつつ、徐々に頭身が低くなったことについて「同じコマの大きさ・同じ顔の大きさでも、体が小さいと全身がコマに入り、動きがよく出るからだと思う」とも述べている。また、『ちょっとだけかえってきた Dr.SLUMP』では、ターボが発明したおのぞみ変身マシーンで大人の姿になっている。当初、千兵衛がへそをアラレに付け忘れていて、改めて付け足した。アニメ第1作でも、初期のデザインは使われていないが、デザインの変化がある。
眼鏡をかけているが、これはロボットが近眼だったら面白いかもという鳥山のシャレ的な発想によるもので、鳥山は担当の鳥嶋から女の子を描いてほしいと言われ、「じゃあロボットにして、さらにロボットなのに眼鏡っていうのはバカバカしくていいかな」という単純な発想から閃いたと語っている。眼鏡は描くのが面倒なため、いずれ外すつもりだったらしいが、これが彼女のトレードマークとなり外すに外せなくなったようである。だが、「アラレのおかげで眼鏡をかけることに抵抗がなくなった」という読者からの手紙をたくさん貰い、鳥山は「わしも少しは世の中の役にたったようです」と述べている。連載当時の1980年代ごろには、アラレと似た型（黒縁の大型フレームで、ボストン型かウェリントン型）の眼鏡が俗に「アラレちゃん眼鏡」と呼ばれ、流行にもなった。
首と体は1巻の初期にはコードで繋がっていたが、自分で体から首を取り外すようになってからコードは無くなっている。鳥山は「最初の頃はまだ技術が進んでなくてコードで繋がっていたが、最近は技術が進んでリモコンになっている。アラレにはスペアの体もたくさんある」と言い訳をしている。
原作のカラー画およびアニメ第1作では髪は紫色、また、コスプレを趣味とするためコスチュームのバリエーションも豊富。手袋とブーツはマストアイテム。コスプレ以外の服装としては毎回服装は変わっており、基本的な服装としては、初期は赤い服にオーバーオールだったが、中期から服の真ん中に「ARALE」と名前が書かれている服を着るようになる。当初はズボンを履いていたが、途中から履かなくなり、スカートからかぼちゃパンツが少し見える状態となった。
髪型はストレートの時が多いが、ツインテールの時もある。扉絵では、ポニーテール、ショートカットなどもある。
アニメ2作では髪の色が紫から茶髪に変更されている。原作やアニメ第1作同様に服装は毎回異なるが、基本の服は原作とは異なり、初期は基本的に真ん中にAが載った紫の服にオレンジの半ズボンの服装で、中期以降は黄色と黒のしましまの服の上に、ピンクのオーバーオールになった。髪型は最初はストレート、第50話以降は髪を上向きに結んでいる。また、おなかには停止装置が着いている。
漫画「コミックでわかる著作権 ドクタースランプ ニコチャン大王 チタマ脱出作戦」では、お腹に「©則巻千兵衛」と著作権表示されている。

## アラレ語
則巻アラレが使う架空の言葉である。1981年に流行語になり、『朝日新聞』朝刊掲載のコラム「天声人語」（1981年11月30日付）でも取り上げられた。原作初期では、「おはようございます」のように語尾に「です」「ます」をつけるなど敬語を使っていたが、次第に使わなくなり、アラレ語や名古屋弁を使うことが多くなった。『保存版 ロードショー特別編集 Dr.スランプ アラレちゃん』（1981年）でも紹介している。
ジャンプ・コミックス第10巻で鳥山が、第10巻までのアラレ語を数えてランキングしており、1番多いのは「ほよよ」（205回）、2番目は「んちゃ」（84回）、3番目は「キーン」（49回）、4番目「ほーい」（39回）、5番目は「バイちゃ」と「かっくいー」（各21回）だった。
アラレ語はどのような発想で生まれたのかという質問に、鳥山は「これは本当にただ、なんとなくとしか言いようがないですね。バイちゃとかは意識してつくった言葉だけど、そういう言葉はやっぱり不自然ですね」と答えている。
以下の順は五十音順である。
うほほーい
うれしい時に使う言葉。または喜びを表す言葉。オボッチャマンも使うことがあるが、「うほほーいでございます」と言っている。他作品でも使われている。
おはこんばんちは
「おはよう」と「こんにちは」と「こんばんは」を合わせた、1日中使えるあいさつ言葉である。初めて言ったのはアラレではなく、タイムくんである。アニメ『Dr.スランプ』ではエンディング曲「アレアレアラレちゃん」の歌詞として使われた。
かっくいー、かっこいくして
アラレ語の一つ。「かっこいい」「かっこよくして」の意。
キーン
アラレが走るときに使う言葉。両腕を飛行機の主翼のように広げるポーズを伴う。オボッチャマンや千兵衛も走る時に使っている時がある。
けひゃけひゃ
アラレの笑い方。
○○（し）ちった
「○○（し）ちゃった」の意味で使われ、「おこられちった」（アラレが怒られた後にいう言葉）・「失敗しちった」（アラレが失敗した時の言葉）・「ほめられちった」（アラレが褒められた後にいう言葉/「おこられちった」の反対言）などが使用された。
そゆ
アラレ語の一つで、「そういう」の意味。原作では、アラレがまだ日本語を覚えたてのため使ったと説明されている。原作漫画・アニメの中では1回しか使われておらず、『ドクタースランプ』では1回も使われていない。
つおい
「強い」の意。アラレは相手の強さのほか、知らない言葉を聞いた際にもよく「○○ってつおい?」と尋ねる。
バイちゃ
アラレ語での「さようなら」の挨拶で、よく使っている。アニメ第1作では次回予告の締めにも使う。最終回でも登場人物一同と共に、読者・視聴者に向けて叫び締め括った。第1話ではアラレはこの言葉を使っておらず、第2話で初めて使っている。『ドラゴンボール』シリーズでは『超』で全王やその従者が使用。
ほーい
主に返事をする時の言葉。「はい」に相当。
ほよよ
驚いた時や、何かに関心が向いた時に使う言葉。「ほよ」の時も、「ほ」と「は」の間の音の時もある。「んちゃ」と同じく劇場版のタイトルにつくこともあり、本作関連曲などで歌詞としても使われている。アラレ以外のキャラクターも使う。
んちゃ
アラレ語での「こんにちは」の挨拶で、んちゃ砲としても使っている。劇場版のタイトルにつくこともある。アニメでの発音はどちらかというと「うんちゃ」に近い。本作関連曲などで歌詞としても使われている。カルタをした際に千兵衛が瞬間カルタとり機を使って勝とうとするが、「ん」から始まる言葉のため、瞬間カルタとり機が迷った時もある。千兵衛が最初に使った。2015年には、東海地方の300人に誇りたい自慢したい名物、名所、有名人をインターネットアンケートした東海テレビの番組『スタイルプラス』で「ん」部門第1位に選ばれ、それに答えてアラレのイラストが描かれた鳥山直筆の感想メッセージが番組で紹介された。

## アラレの技
んちゃ砲（あいさつ砲）
あいさつのみで出す技で、あいさつ以外では放出されない。アラレ以外にもコマッタチャン、オボッチャマンが使っている。アニメ第1作では、アラレとオボッチャマンが、同時にんちゃ砲を出すダブルんちゃ砲をしている。コマッタチャンはあいさつ砲で、惑星一つを粉々に破壊した。
『ドラゴンボール超』では、悟空との戦いで「んじゃ次は100倍ね」と威力を100倍にしたんちゃ砲を放とうとした。また、ゲーム『ドラゴンボールZ ドッカンバトル』ではアラレの必殺技に「100倍んちゃ砲」がある。
地球わり
地面にパンチをすると地球が2つに割れる。んちゃ砲と同じくオボッチャマンも使える。
プロレスごっこ
アラレキック（ドロップキック）で空へ蹴り飛ばして、さらに頭突きをして遠くへ突き飛ばす技。『ドラゴンボール』其之八十三でブルー将軍に初めて使った。アニメ『ドラゴンボール超』第69話で登場した際も使っており、ベジータを遠くに飛ばした。
ウンチ攻撃

### アニメ、ゲームオリジナル
アラレパンチ
『Dr.SLUMP ほよよ! 宇宙大冒険』で、アラレが怒った際に使った技。キャラメルマンを一発で吹き飛ばした。
アラレドライバー
千兵衛がタバコを吸わないために作ったキンエンマンの技をマネして使っていた。宇宙まで飛び上がり、そのまま地面に落とす技。
んちゃはめ砲
ゲーム『ジャンプスーパースターズ』での、ゴテンクスとの合体技。
かめはめ波砲
ゲーム『ドラゴンボールZ ドッカンバトル』でアラレ（超技属性）が使っている必殺技。

## 他作品での出演
1982年、1983年には『オレたちひょうきん族』で、山吹みどり（声：向井真理子）と則巻千兵衛（声：内海賢二）と一緒にオープニングナレーションをした。2006年に『脳内エステ IQサプリ第100回超特大生放送』内のコーナー「IQミラー」でアニメ第1作を基にしたアニメが放送された時も登場している。『Dr.スランプ アラレちゃん』放映中時、日本テレビ系列で朝に放送されていた『ズームイン!!朝!』の「朝のポエム」というコーナーでアラレと山吹みどりによる学園内でのショートストーリーが語られたことがあり、他にはフジテレビ系特別番組にも出演しており、放送開始して半年後の1981年10月20日放送『オールスター紅白大運動会』では、アラレの着ぐるみ人形が白組の応援として登場、翌1982年10月27日放送の同番組でも、引き続きアラレ人形が白組応援として登場。『ラジオ空想科学研究所』にも出演し、『アラレちゃん音頭』を歌った。

### コマーシャル起用
『Dr.スランプ アラレちゃん』放映中の1981年は、ロート製薬「ロートこどもソフト」のコマーシャルに起用された。アーモンドグリコのコマーシャルにも起用された。放送終了後のコマーシャルにも起用されることがあり、2009年には、ミスタードーナツフルーズンのコマーシャル「キーン」篇、2014年の9月からは、スズキ・ハスラー「Dr.スランプ アラレちゃん」篇・「クリスマス アラレちゃん」篇などのCMや広告に起用されている。2016年12月には、クイックルワイパー、バスマジックリンに起用された。
2016年に制作された『Dr.スランプ アラレちゃん』を題材にしたGUのCMでは、中条あやみが演じた。共演した内田有紀は木緑あかね、高良健吾は空豆ピースケに扮していた。

### ドラゴンボール関連
鳥山の次作漫画『ドラゴンボール』にも作中で登場。また、その派生作品でも何度も登場している（詳細は後述）。なお、下記の出演の際の声は、全て小山茉美が担当している。ゲームでの出演では、ガッちゃんと一緒に出演していることが多い。
漫画『ドラゴンボール』およびアニメ『ドラゴンボール』への登場
漫画第81話から第83話まで（其之八十一 - 八十三）のペンギン村を舞台とする話で登場しており、悟空が苦戦したブルー将軍をプロレスごっこで遠くに飛ばすなど、戦闘力の高さは健在であり、悟空のピンチを救った。また、これを基にしたアニメにも登場している。アニメではアラレは悟空のことを「悟空くん」と呼んでいる。
アニメ映画『ドラゴンボール 摩訶不思議大冒険』への登場
1988年の映画にも登場しており、桃白白をロープで木にくくりつけるいたずらをするなどをした。桃白白のどどん波を受けても平気だった。
アニメ『ドラゴンボール超』への登場
第69話では、則巻千兵衛、則巻ガジラ、Dr.マシリトと一緒に登場。マシリトによって飲まされた薬「アソビタインX」の効果で遊びたい気持ちが100倍になったアラレを止めに入ったミスター・サタンやベジータを弾き飛ばして、久しぶりに再会した悟空（ただし、お互い出会ったことを忘れていた）と対決。超サイヤ人ブルーになった悟空のかめはめ波でんちゃ砲を相殺されて、「じゃ次は100倍ね」と次のんちゃ砲を放とうとしたところにビルスとウイスが現れて、勝負はうやむやになった。第69話の予告のナレーションもアラレがアニメ第1作の予告の形で行った。

### ゲーム関連
『ドラゴンボール』のゲーム作品への登場
- ドラゴンボール 大魔王復活（1988年）
- ドラゴンボール3 悟空伝（1989年、2003年〈ワンダースワンカラー版〉） - 隠しボスとして登場。ワンダースワンカラー版ではオリジナル版よりパワーアップしている。
- ドラゴンボールZ 超悟空伝 -突激編-（1995年）
- ドラゴンボールZ Sparking! METEOR（2007年） - プレイアブルキャラクターとして操作が可能。
- ドラゴンボール 天下一大冒険（2009年） - 隠しキャラクターとして対戦モードでのみ使用可能。
- ドラゴンボールDS2 突撃!レッドリボン軍（2010年） - プレイアブルキャラクターとして操作が可能。
- ドラゴンボールヒーローズ
- ドラゴンボール ゼノバース（2015年） - アラレ本人は登場しないが、彼女が着ている服や帽子、眼鏡などを装備してある程度の再現が可能。続編『ドラゴンボール ゼノバース2』でも同様。
- ドラゴンボールフュージョンズ（2016年） - 『ドラゴンボール』のキャラクターと融合（フュージョン）ができるようになっている。
- ドラゴンボールZ ドッカンバトル（2015年 - 、スマホゲーム） - かつて開催されていたコラボキャンペーンでアラレやその他のキャラクターを入手したり、アラレと戦えるイベントがプレイできた。
- ドラゴンボールZ カカロット（2020年） - ゲームクリア後かつ特定の条件を満たすと開放されるサブストーリー「きたぞきたぞ」で登場。ガッちゃんと一緒に迷子になって西の都に来ている。

ジャンプ全体のゲーム作品への登場
- ファミコンジャンプ 英雄列伝（1989年）
- ジャンプスーパースターズ（2005年）
- ジャンプアルティメットスターズ（2006年）
- ジェイスターズ ビクトリーバーサス（2014年）
- 週刊少年ジャンプ オレコレクション!（2017年、スマホゲーム）
- 週刊少年ジャンプ 実況ジャンジャンスタジアム（2018年、スマホゲーム）
- ジャンプチ ヒーローズ（2018年、スマホゲーム）

## 関連曲・テーマ曲

### テーマ曲
全てアニメ第1作の楽曲である。
「ワイワイワールド」
作詞 - 河岸亜砂 / 作曲 - 菊池俊輔 / 編曲 - たかしまあきひこ / 歌 - 水森亜土
「アレアレアラレちゃん」
作詞 - 冬杜花代子 / 作曲 - 子門真人（サタンタ名義） / 編曲 - たかしまあきひこ
「アラレちゃん登場!!」
作詞 - 伊藤アキラ / 作曲 - 水谷公生 / 編曲 - 川上了 / 歌 - 水森亜土
「アラレちゃんのララバイ」
作詞 - 冬社花代子 / 作曲 - 伊藤薫 / 編曲 - 高田弘 / 歌 - 水森亜土

### アラレが歌っている曲
下記の楽曲の内、「アラレ!パラレ!」のみリメイク版の声優である川田妙子が歌唱に参加、それ以外は小山茉美が歌唱している。
「アラレちゃん音頭」
作詞 - 河岸亜砂 / 作曲 - 菊池俊輔 / 編曲 - たかしまあきひこ / 歌 - 小山茉美、コロムビアゆりかご会
「わいわい行進曲」
作詞 - 河岸亜砂 / 作曲 - 菊池俊輔 / 編曲 - たかしまあきひこ / 歌 - 小山茉美、コロムビアゆりかご会
「I LOVE ペンギン村」
作詞 / 冬杜花代子 / 作曲 - 伊豆一彦 / 編曲 - いちひさし / 歌 - 小山茉美
「よいこよいこアラレちゃん」
作詞 - 河岸亜砂 / 作曲 - 菊池俊輔 / 編曲 - たかしまきひこ / 歌 - 小山茉美
「んちゃんちゃソング」
作詞 - 鳥山明 / 作曲 - 菊池俊輔 / 編曲 - たかしまあきひこ / 歌 - 小山茉美、こおろぎ'73
「アラレのマーチ」
作詞 - 河岸亜砂 / 作曲 - 菊池俊輔 / 編曲 - たかしまあきひこ / 歌 - 小山茉美、コロムビアゆりかご会
「ジングルベル」
作詞 - 高田三九三 / 作曲 - James Pierpont / 編曲 - 小森昭宏 / 歌 - 小山茉美、内海賢二、こおろぎ'73
「オーイ! ペンギン村」
作詞 - 石川良 / 作曲 - 菊池俊輔 / 編曲 - たかしまあきひこ / 歌 - 小山茉美、こおろぎ'73
「ペンギン村の仲間たち」
作詞 - 河岸亜砂 / 作曲 - 菊池俊輔 / 編曲 - いちひさし / 歌 - 小山茉美、古川登志夫、杉山佳寿子、神保なおみ、向井真理子
「バイちゃバイちゃまたあした〜アレアレアラレちゃん〜」
作詞 - 冬杜花代子 / 作曲 - 菊池俊輔 / 編曲 - いちひさし（アレアレアラレちゃん） 作詞 - 冬杜花代子 / 作曲 - サタンタ / 編曲 - いちひさし / 歌 - 小山茉美、こおろぎ'73
「あこがれのスッパマン」
作詞 - 冬杜花代子 / 作曲 - 菊池俊輔 / 編曲 - いちひさし / 歌 - 小山茉美、こおろぎ'73
「赤鼻のトナカイ」
作詞 - 新田宣夫 / 作曲 - Johnny Marks / 編曲 - 小森昭宏 / 歌 - 小山茉美、内海賢二、こおろぎ'73
「うれしいひなまつり」
作詞 - 山野三郎（サトウハチロー） / 作曲 - 河村直則（河村光陽） / 歌 - 小山茉美
「ひなまつり」
作詞 - 林柳波 / 作曲 - 平井康三郎 / 歌 - 小山茉美
「アラレ!パラレ!」
作詞 - 太田光 / 作曲・編曲 - 太田美知彦 / 歌 - ドクタースランプオールスターズ

## 誕生の経緯・主人公になるまで
『Dr.スランプ』はアラレが主人公となっているが、連載開始前は千兵衛が主人公の予定で元々アラレのような女の子のキャラクターは特に考えられていなかった。だが、担当編集者の鳥嶋和彦から「女の子を出せ」と言われ（鳥山いわく「しぶしぶ」）考え出されたキャラクターだった。
当初アラレは第1話でいなくなる予定だったが、鳥嶋は第1話を読んで「アラレちゃんはすごく魅力的だったから主人公で出して欲しい」と言い、さらにアラレで人気を得られるかどうかのバロメーターにと、連載開始前に「女の子を主人公にした作品（『ギャル刑事（デカ）トマト』）を描いてくれ、それが読者アンケートで3位以内に入ったらアラレを続ける、もし4位以下なら第1話でアラレを『消して』いい（千兵衛を主人公にする）」と、鳥山と“賭け”をした。結果、『ギャル刑事トマト』の反響は良く読者アンケートで3位に入ったことから、鳥山は鳥嶋の意向を汲みアラレを主人公にすることとなった。だが、その時点ですでに4話分のネームができており、そのため主人公は4話までが千兵衛で、5話以降がアラレという変則的な展開となった。
アニメ第1作はタイトルに「アラレちゃん」の文字が加わったものになっており、次回予告のナレーションもアラレが担当。「うほほーい! みんな面白かった?」で始まり「絶対見てちょ! バーイチャ!」で締めたものになっている。女の子を主人公に据えたことについて、鳥山は「結果的に大成功だったけど、もうちょっと男らしい作品にしたかったんで、そのときは嫌だった」と語っている。なお、鳥嶋は編集部の意向を無視してアニメ製作会社主導で制作が進められたアニメ版を不本意に思っており、タイトルを『Dr.スランプ アラレちゃん』に変えられたことについても苦言を呈している。
単行本第9巻に載っている裏話の漫画では、鳥山が「博士もの」の漫画を描こうとした際、鳥嶋からロボットを出そうと言われたため、鳥山は当初大きなロボットを出そうとしたが、コマに入らなくなるため小さなロボットにして出したところ、鳥嶋に怒られ、ボツにされた。そこで鳥山は、鳥嶋が女の子好きであることから、女の子ロボットに変更して鳥嶋に見せたところ、「うーんいいじゃない、君にしては」と言われ、採用されたというエピソードが描かれている。

## その他
- 『ドラえもん』には、則巻アラレのパロディキャラクターとして、野比のび太が「凄くかわいらしくて強い女の子ロボット」と評価する『少年ジャブン』誌上連載の大人気漫画『Dr.ストップ アバレちゃん』の主人公が登場する[75]。アラレも、みらいカメラを発明した千兵衛に「はかせドラえもんみたい」と言ったことがある[76]。
- アニメ『じゃりン子チエ』（第1期）第2話でも主人公・チエのクラスに、ARARAとプリントされた帽子、黄色いふちの眼鏡、茶髪という違いはあるが則巻アラレそっくりな「こぶまき」という生徒が登場する[77]。
- ラジオ番組『週刊!アニたま水曜日』内の「アニメンジャー3」で、メガネキャラ部門では1位の野比のび太に次ぐ2位が則巻アラレだった[78]。
- 1982年の第4回アニメグランプリキャラクター部門で、則巻アラレは12位だった[79]。